# DRB-HICOM
DRB-HICOM Bhd. ist ein malaysischer Mischkonzern.
Zu seinen Tätigkeitsbereichen gehören die Produktion, Montage und Vermarktung von Autos sowie unter anderem Logistik und die Entwicklung von Immobilien und Infrastruktur.

## Geschichte
Das Unternehmen entstand 2000 aus der Fusion von HICOM ('Heavy Industries Corporation of Malaysia Berhad') und Diversified Resources Bhd.
DRB-HICOM verkaufte 2001 die Fluggesellschaft AirAsia zum symbolischen Preis von einem Ringgit an Tony Fernandes.
Im Jahr 2012 übernahm DRB-HICOM den Automobilhersteller Proton und wurde damit zum größten Automobilunternehmen in Malaysia.
Zum Konzern gehören zudem die Automobilwerke Euromobil, Isuzu Malaysia, Isuzu HICOM Malaysia und HICOM Automotive Manufacturers (Malaysia), das Motorradwerk HICOM-HONDA Manufacturing und der Rüstungshersteller DRB-HICOM Defence Technologies (DEFTECH).
Im Jahr 2016 hatte DRB-HICOM 60.000 Mitarbeiter.